# Eleno
(Commento di Ecuba, madre di Eleno. Euripide, Ecuba, versi 87-89.)
Eleno (in greco antico: Ἕλενος?, Hélenos) è una figura della mitologia greca e romana. Indovino, figlio di Priamo e di Ecuba, era fratello gemello di Cassandra.

## Il mito

### Origini
Eleno e Cassandra, nel giorno genetliaco del loro padre, durante la festa nel santuario di Apollo Timbreo, si addormentarono in un canto, mentre gli incauti genitori rientrarono a casa senza i due fanciulli. Quando Ecuba ritornò al tempio, vide che i sacri serpenti stavano leccando le orecchie e la bocca dei bambini e urlò terrorizzata. I serpenti subito sparirono strisciando in un cespuglio di alloro, ma da quel momento Eleno e Cassandra ebbero il dono della profezia.

### Imprese

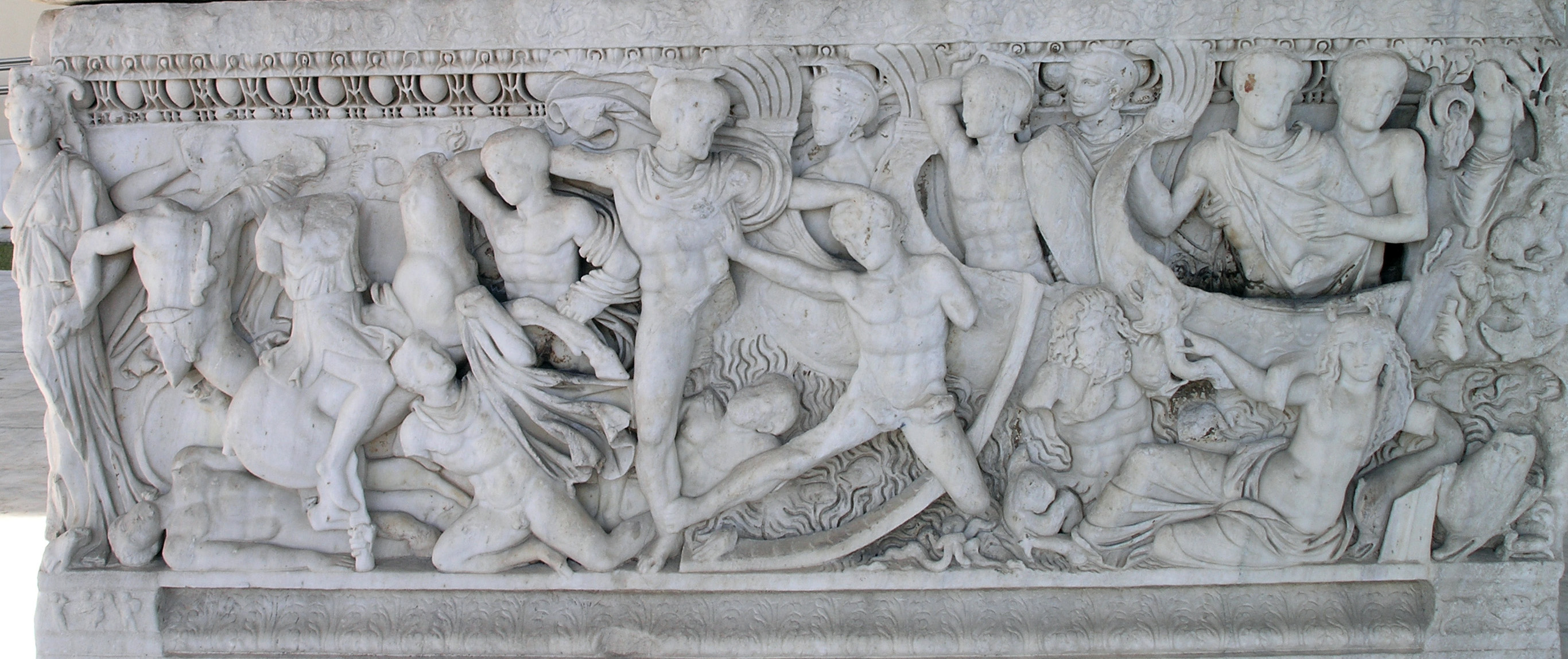
Rilievo di un sarcofago, raffigurante la battaglia presso le navi, durante la quale Eleno si distinse con coraggio, 225-250 a.C., Salonicco, Museo Archeologico.

Eleno era un valoroso guerriero oltre che un indovino e benché avesse messo in guardia Paride dal disastro che avrebbe provocato il suo viaggio a Sparta, quando scoppiò la guerra combatté coraggiosamente, facendo vittime illustri come Deipiro e, secondo Tolomeo Efestione, riuscì persino a ferire il grande Achille. 
Dopo la morte di Paride, ucciso da una freccia scagliata da Filottete, Eleno e Deifobo si disputarono la mano di Elena e Priamo appoggiò le pretese di Deifobo affermando che egli si era dimostrato il più valoroso in battaglia. Eleno, irritato, lasciò immediatamente la città e andò a vivere presso Irtaco e Arisbe sulle pendici del monte Ida. 
Verso la fine dell'assedio, Calcante rivelò ai Greci che soltanto Eleno conosceva i segreti oracoli che proteggevano Troia, e Agamennone incaricò Odisseo di trascinarlo al campo greco. Eleno si trovava nel tempio di Apollo Timbreo, ospite di Crise, quando Odisseo andò a cercarlo, e si dichiarò pronto a rivelare gli oracoli segreti purché i Greci gli consentissero di rifugiarsi al sicuro in qualche terra lontana. Egli aveva abbandonato Troia, disse, non perché temesse la morte, ma perché non poteva perdonare il sacrilego assassinio di Achille compiuto da Paride in quello stesso tempio, tanto più che nessun sacrificio espiatorio era stato offerto ad Apollo. 
Eleno predisse dunque che Troia poteva essere conquistata a tre condizioni: se un certo osso di Pelope fosse portato nel campo greco; se Neottolemo, figlio di Achille, avesse preso parte alla guerra; se il Palladio di Atena fosse stato sottratto ai Troiani. Altre condizioni imposte da Eleno furono: che Filottete tornasse a Troia a combattere con l'arco e le frecce avvelenate di Eracle; di utilizzare un cavallo di legno per introdurre i guerrieri segretamente all'interno delle mura. Le profezie di Eleno si avverarono e Troia cadde.

### Dopo la guerra di Troia
Secondo la più comune leggenda, Eleno con la cognata Andromaca venne assegnato come bottino di guerra a Neottolemo nelle cui grazie entrò  perché, rivelandogli il futuro disastro della flotta greca, lo indusse a tornare in patria per via di terra. 
Allorché Neottolemo fu assassinato a Delfi, dove era andato a consultare l'oracolo, trasmise morendo a Eleno, che aveva portato con sé in Epiro, il regno e Andromaca, chiedendogli di sposarla. Da Andromaca, Eleno ebbe un figlio chiamato Cestrino. 
Neottolemo consentì a Eleno di costruire la città di Butrinto nell'Epiro, e quando Enea passò da quel paese nel suo viaggio verso l'Italia (Virgilio, Eneide, III), trovò Eleno che governava tranquillamente con Andromaca una nuova "Troia". L'indovino accolse con premura i suoi compatrioti, diede incoraggianti consigli a Enea e lo mise in guardia contro le difficoltà del lungo viaggio che lo aspettava. 
Eleno, morendo, trasmise il regno a Molosso, figlio di Neottolemo.